# Jan-André Freuler
Jan-André Freuler (* 25. Februar 1992 in Reichenburg) ist ein Schweizer Radsportler.
Seit 2012 ist Jan-André Freuler als Leistungsradsportler aktiv, zunächst auf der Strasse. Seit 2014 konzentriert er sich auf den Bahnradsport und stand mehrfach bei Schweizer Meisterschaften in verschiedenen Disziplinen, auch als Steher, auf dem Podium. 2016 wurde Freuler Schweizer Meister im Keirin und im Sprint. 2017 wurde er Vize-Meister im Punktefahren und im Scratch, 2019 im Ausscheidungsfahren.

## Familie
Jan-André Freuler ist ein Neffe des ehemaligen Radprofis Urs Freuler.

## Erfolge
2016
- Schweizer Meister – Keirin
- Schweizer Meister – Sprint

2021
- Schweizer Meister – Sprint